# Peter Motzan
Peter Motzan (n. 7 iulie 1946, Sibiu) este un critic literar și traducător german originar din România.

## Biografie
În perioada 1965-1970 a studiat filologie germană și română la Cluj.  În timpul studenției a intrat în Partidul Comunist Român.
A debutat în anul 1968 cu un articol despre Rainer Maria Rilke în ziarul sibian Hermannstädter Zeitung.
În studenție a făcut parte din grupul fondator al revistei  Echinox, la care a fost redactor al paginilor germane între 1968 și 1972. În primul număr al revistei Echinox, a publicat eseul „Rainer Maria Rilke și lumea obiectelor”.
După terminarea studiilor a lucrat la Universitatea din Cluj ca asistent, până în 1978, și apoi conferențiar. În 1980 a obținut doctoratul în germanistică la Universitatea din București pe o temă privind poezia germană din România după 1944.
În 1988 a depus cerere de emigrare în Germania, moment în care a fost îndepărtat de la catedră. A continuat să-și câștige existența ca traducător și dând lecții private de limba germană.
În 1990 a emigrat în Germania și în 1991 s-a angajat ca profesor suplinitor la Universitatea din Marburg la catedra de literatură germană contemporană.
Din 1992 a devenit colaborator științific la Institut für deutsche Kultur und Geschichte Südosteuropas – IKGS (Institutul pentru cultura și istoria germană a Europei de sud-est) al Universității Ludwig-Maximilian din München, universitate la care a fost numit lector în 2001.
În anul 2003 i s-a atribuit titlul de Doctor honoris causa a Universității din Cluj-Napoca.

## Lucrări proprii
- Lesezeichen / Aufsätze und Buchkritiken, (Semn de carte - compuneri și critici de cărți), Editura Dacia, Cluj-Napoca, 1986
- Die rumäniendeutsche Lyrik nach 1944, Problemaufriß und historischer Überblick, Editura Dacia, Cluj-Napoca, 1980

## Publicații ca editor
- Der Herbst stöbert in den Blättern. Editura Volk und Welt, Berlin, 1984,
- Ein halbes Semester Sommer (Jumătatea unui semestru de vară), Editura Volk und Welt, Berlin
- Vorläufige Protokolle - Anthologie junger rumäniendeutscher Lyrik, Editura Dacia, Cluj-Napoca. 1976

## Publicații ca coeditor
- (cu Stefan Sienerth) Worte als Gefahr und Gefährdung. Fünf deutsche Schriftsteller vor Gericht (15. September 1959 – Kronstadt/Rumänien), Editura Südostdeutsche Kulturwerk, ISBN 3883560758
- (cu Stefan Sienerth) Die deutschen Regionalliteraturen in Rumänien (1918-1944). Editura Südostdeutsche Kulturwerk, 1997, ISBN 3883561126
- Antal Madl, Peter Motzan, Schriftsteller zwischen (zwei) Sprachen und Kulturen, editura Verlag des Instituts für deutsche Kultur und Geschichte Südosteuropas e. V., Reihe B, Bd. 74, an apariție 1999, ISBN: 9783883561134